# Une nuit folle, folle
Pour plus de détails, voir Fiche technique et Distribution.
Une nuit folle, folle (Midnight Madness) est un film américain réalisé par Michael Nankin et David Wechter, sorti en 1980. Michael J. Fox fait ses débuts au cinéma et joue le rôle de Scott, le frère cadet.

## Synopsis
Léon (Alan Solomon) planifie « La Grande nuit blanche » en choisissant les étudiants à participer à sa chasse au trésor tout le long de la nuit. Les cinq équipes, chacune désignée par les couleurs blanc (les nerds, qui détestent les verts), vert (les sportifs), rouge (consœurs, qui détestent les verts), jaune (les héros, qui sont fair-play) et bleu (les principaux antagonistes, tricheurs, qui détestent les jaunes) ont chacun des donnés et des indices pour résoudre les différents puzzles pour les mener au prochain site qui est caché dans la ville...

## Fiche technique
- Titre français : Une nuit folle, folle
- Titre original : Midnight Madness
- Réalisation : David Wechter, Michael Nankin
  - Assistant réalisateur : Bob Gossom, David Kahler (second assistant), Don Newman (second assistant)
- Scénario : David Wechter, Michael Nankin, R. Chris Westlund, Roger M. Shook
- Musique : Julius Wechter
- Orchestration : Bob Florence
- Montage : Norman R. Palmer, Jack Sekely
- Direction artistique : John B. Mansbridge, Richard Lawrence
  - Peinture matte : Constantine Ganakes, David Mattingly
  - Effets spéciaux : Danny Lee
- Photographie : Frank V. Phillips, Mike Sweeten (photographie additionnelle)
- Son : Herb Taylor (supervision), Art Names (mixage), Allen Hurd
- Costume : Jack Sandeen (supervision), Milton G. Mangum (costumes hommes), Nedra Rosemond-Watt (costumes femmes)
- Maquillage : Robert J. Schiffer
- Coiffure : Gloria Montemayor
- Décors : R. Chris Westlund, Roger M. Shook
- Cascades : Reg Parton
- Jeu vidéo :  
  - Starfire développé par Technical Magic
  - techniques de jeux inspirés de : Don Luskin, Patrick Carlyle, Cherie Chung
- Production : Ron Miller, David Wechter (coproducteur), Michael Nankin(coproducteur), John D. Bloss (responsable de production), Don Henderson ('responsable d'équipe)
- Société de production : Walt Disney Productions
- Pays de production : États-Unis
- Langue : anglais
- Format : couleurs
- Genre : comédie, Aventure
- Durée : 112 minutes (1 h 52)
- Date de sortie : États-Unis 8 février 1980

Sauf mention contraire, les informations proviennent des sources concordantes suivantes : Leonard Maltin, Mark Arnold et IMDb

## Distribution

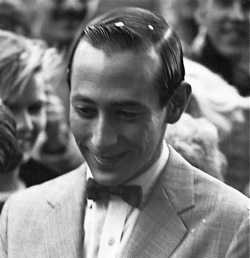
Paul Reubens en 1985.

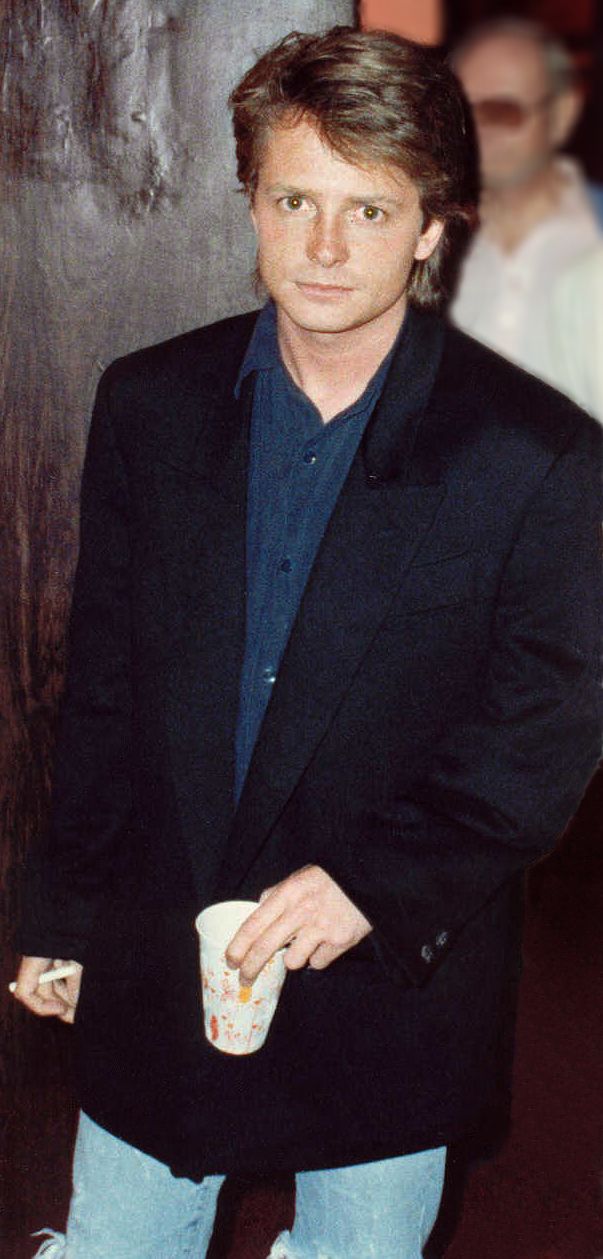
Michael J. Fox lors de la 39e cérémonie des Emmy Awards en 1987.

- David Naughton (VF : Thierry Bourdon) : Adam Larson
- Debra Clinger (VF : Virginie Ledieu) : Laura
- Eddie Deezen (VF : Bernard Soufflet) : Wesley
- Brad Wilkin : Lavitas
- Maggie Roswell : Donna
- Stephen Furst (VF : Alain Flick) : Harold
- Irene Tedrow (VF : Perrette Pradier) : Mrs Grimhaus
- Michael J. Fox (VF : Hervé Rey) : Scott Larson
- Dirk Blocker (VF : Marc Alfos) : Blaylak
- Andy Tennant : Melio
- Marvin Katzoff : Débatteur no 1
- Alan Solomon (VF : Franck Baugin) : Leon
- Joel P. Kenney : Flynch
- David Damas : Marvin
- Patricia Alice Albrecht : Lucille
- Brian Frishman : Barf
- Sal Lopez : Blade
- Robyn Petty (VF : Marie-Laure Beneston) : Berie
- Besty Lynn Thompson : Peggy
- Carol Gwynn Thompson : Lulu
- Christofer Sands : Débatteur no 2
- Michael Gitomer : Débatteur no 3
- Curt Ayers : Armpit
- Trevor Henley : Cudzo
- Keny Long (VF : Greg Germain) : Gerber
- Debi Richter : Candy
- Kirsten Baker : Sunshine
- John Fiedler : Wally Thorpe
- Ceil Cabot : Mrs Thorpe
- Charlie Brill : Jerry
- Loretta Tupper : elderly lady
- Eddie Bloom : bookmaker
- Dave Shelly : père d'Harold
- Marvin Kaplan : Réceptionniste chez Bonaventure
- Bert Williams : capitaine de la sécurité
- Arthur Adams : sergent de police
- Tom Wright : policier #1
- Evelyn Havard : policier #2
- Ernie Fuentes : père au golf miniature
- Pilar Del Rey : mère au golf miniature
- Georgia Schmidt : vieille femme dans la voiture
- J. Brennan Smith (VF : Brigitte Lecordier) : enfant grincheux
- Don Maxwell : père de l'enfant grincheux
- Paul Reubens : propriétaire du Pinball City
- John Voldstad : groom
- Jack Griffin : chauffeur de camion
- Dick Winslow : touriste
- Emily Greet : adolescente #1
- Sheri Shepard : adolescente #2
- Paul Victor : caissier
- Tony Salome : Irving
- Donna Garrett : serveuse aux gros seins
- Natalie Devis

Sauf mention contraire, les informations proviennent des sources concordantes suivantes : Leonard Maltin, Mark Arnold et IMDb

### Répartition des équipes
Equipe jaune
- David Naughton : Adam Larson, chef d'équipe
- Debra Clinger : Laura
- David Damas : Marvin
- Joel Kenney : Flynch
- Michael J. Fox : Scott Larson

Equipe bleue
- Stephen Furst : Harold, chef d'équipe
- Patricia Alice Albrecht : Lucille
- Andy Tennant : Melio
- Brian Frishman : Barf
- Sal Lopez : Blade

Equipe verte
- Brad Wilkin : Lavitas, chef d'équipe
- Dirk Blocker : Blaylak
- Curt Ayers : Armpit
- Trevor Henley : Cudzo
- Keny Long : Gerber

Equipe rouge
- Maggie Roswell : Donna, chef d'équipe
- Robyn Petty : Berle
- Betsy Lynn Thompson : Peggy
- Carol Gwynn Thompson : Lulu

Equipe blanche
- Eddie Deezen : Wesley, chef d'équipe
- Marvin Katzoff : Débatteur no 1
- Christopher Sands : Débatteur no 2
- Michael Gitomer : Débatteur no 3

## Sorties cinéma
Sauf mention contraire, les informations suivantes sont issues de l'Internet Movie Database.
- États-Unis : 8 février 1980
- Brésil : 1981
- Mexique : 3 juin 1982

## Production
Le film devait s'intitulé The Great All-Nighter (« La grande nuit blanche »). Le scénario est inspiré d'une histoire vraie d'un jeu pratiqué en cachette sur un campus universitaire et relaté dans la presse.
L'acteur Stephen Furst est connu comme un ancien livreur de pizza dont la carrière a débuté avec American College (1978) de la série National Lampoon qui reprend ici un rôle similaire, et prévoit de participer à une suite Class Reunion (1982). Âgé de18 ans à l'époque du tournage, Michael J. Fox à l'aspect juvénile tient ici le rôle d'un jeune adolescent, épargnant au planning des prises de vues nocturnes et les innombrables contraintes horaires imposées par les contrats de comédiens mineurs. C'est aussi le premier rôle de Paul Reubens interprétant le propriétaire du Pinball City, une version préliminaire de son personnage de Pee-Wee Herman. L'actrice Patricia Alice Albrecht est mentionnée dans le Detroit Free Press début janvier à cause de ses origines locales. Elle est décrite comme une mince jeune femme blonde d'1m60 et 45 kg (5.3 pieds et 100 livres) aux grand yeux bleus semblant avoir moins de 20 ans et ayant des aspirations de starlette mais son expérience professionnelle donne à penser qu'elle a plus. La journaliste précise que son âge est secret mais qu'après son diplôme en d'art obtenu en 1976 elle s'est installée en 1978 à Los Angeles. David Naughton était connu pour ses rôles dans des publicités pour Dr Pepper.
La scène de Madame Grimhouse téléphonant avec son nez a nécessité 17 prises, d'après les bonus du DVD. Les pulls de l'équipe de football américain sont ceux utilisés dans le film Gus (1976).
Le film, bien que produit par Walt Disney Pictures, n'a pas été diffusé avec le nom du studio afin d'attirer le public visé, celui des adolescents et jeunes adultes. Toutefois un journal de Shreveport précise bien que Disney va diffuser le film sous son label de Buena Vista à partir du 8 février 1980.
Un roman tiré du film a été publié en 1980.
Le film a été tourné dans 25 sites de Los Angeles dont l'Observatoire Griffith, l'Hollywood Wax Museum, l'Osko's Disco, l'Occidental College, le Sherman Clay Piano Museum et le Bonaventure Hotel. Le tournage a été effectué en juillet 1979.

### Bande originale
Les chansons ont été écrites et composées par David et Julius Wechter (en)
- Midnight Madness interprétée par Donna Fein
- Don't Know Why I Came
- Someone New

## Accueil et analyse
Le film n'a récolté que 2,9 millions d'USD. La perte pour le studio est estimée à 4,5 millions d'USD. Andrew Epstein du Los Angeles Times mentionne un budget initial dépassé entre 4 et 5 millions d'USD et des recettes juste au dessus du million de dollars.  Epstein se demande en mai 1980 si Mary Poppins va restaurer la confiance perdue envers les studios Disney, le joyeux film de 1964 ressortant en salle en pleine débâcle du studio à cause du film Les Yeux de la forêt. Gary Arnold du Washington Post considère le film comme une farce réalisée par de jeunes cinéastes à laquelle le studio doit faire face. 
Mark Arnold écrit que, tandis que les films comme Le Chat qui vient de l'espace (1977), Un cosmonaute chez le roi Arthur (1979) et Le Trou noir (1979) ont été produit pour capitaliser sur le succès de La Guerre des étoiles, celui-ci a été produit pour surfer sur la vague de American College (1978), de la série des National Lampoon's. C'est pour cette raison que le studio engage Steven Furst dans un rôle à la John Belushi, et qui joue aussi dans Take Down (1979).
Mais avec le mauvais résultat du Trou noir, le nom de Disney est terni d'où la décision de retirer le nom Disney du film, remplacé au générique par Buena Vista.  Ce n'est qu'à partir de la sortie DVD en 2004 que le nom de Disney a été associé au film.